# 1718년
1718년은 토요일로 시작하는 평년이다.

## 연호
- 청(淸) 강희(康熙) 57년
- 일본(日本) 교호(享保) 3년
- 후 레 왕조(後黎朝) 빈틴(永盛) 14년

## 기년
- 류큐(琉球) 쇼케이왕(尚敬王) 6년
- 청(淸) 성조 강희제(聖祖 康熙帝) 57년
- 조선(朝鮮) 숙종(肅宗) 44년
- 후 레 왕조(後黎朝) 유종(裕宗) 14년

## 사망
- 조선 19대 국왕 숙종의 후궁 빈, 조선 21대 국왕 영조의 어머니. 숙빈 최씨
- 조선 20대 국왕 경종의 정비 단의왕후(사망한 해에 시아버지 숙종으로부터 '단의'라는 시호를 받았으며, 남편 경종이 즉위하면서 왕후로 추존되었다)